# Diane Keaton
Diane Keaton, pseudonimo di Diane Hall (Los Angeles, 5 gennaio 1946), è un'attrice, produttrice cinematografica e regista statunitense.
Cominciò la carriera a teatro, per poi esordire al cinema nel 1970.
Ottenne la sua prima parte di rilievo interpretando Kay Adams ne Il padrino (1972), ripresa ne Il padrino - Parte II (1974), e si consacrò definitivamente grazie al sodalizio artistico con Woody Allen. La quarta pellicola in cui la Keaton e il regista statunitense collaborarono, Io e Annie, valse all'attrice il successo agli Oscar 1978 come miglior attrice e la vittoria di un Golden Globe e del Premio BAFTA.
In seguito si dedicò a lavori che le permisero di non essere più identificata dal pubblico solo ed esclusivamente come la protagonista dei film di Allen. Si affermò come esperta attrice drammatica recitando nella pellicola In cerca di Mr. Goodbar del 1977 e si guadagnò altre tre candidature all'Oscar alla miglior attrice per le sue interpretazioni in Reds, ne La stanza di Marvin e in Tutto può succedere - Something's Gotta Give. Nel 1990 tornò nuovamente a interpretare Kay Adams ne Il padrino - Parte III.

## Biografia
Diane Hall nacque da Dorothy Keaton (1921-2008), casalinga e fotografa dilettante di famiglia metodista (credenza religiosa poi trasmessa alla figlia), e Jack Hall (1921-1990), irlando-americano cattolico, agente immobiliare e ingegnere civile.
Il primo impulso a diventare attrice giunse alla Hall dopo aver visto la madre vincere in un concorso locale per casalinghe denominato "Mrs. Los Angeles"; in particolare, fu la teatralità dell'evento a colpirla. Altra sua grande ispirazione fu Katharine Hepburn, ammirata per le interpretazioni di donne forti e indipendenti, e che viene citata anche nel particolare look "maschile" a partire da Io e Annie del 1977 (in molti suoi film ha recitato indossando propri vestiti, presi dal suo guardaroba personale, noto per la sua eccentricità).
Nel 1963 si diplomò alla Santa Ana High School. Negli anni al liceo si dilettò nel canto e interpretò vari ruoli negli spettacoli scolastici, tra cui quello della tormentata Blanche DuBois di Un tram che si chiama Desiderio. Frequentò poi il Santa Ana College e, successivamente, l'Orange Coast College in qualità di studentessa di recitazione, ma abbandonò dopo circa un anno gli impegni per perseguire una possibile carriera nel mondo dello spettacolo a Manhattan. Dal momento dell'adesione alla Actors' Equity Association decise di adottare come cognome quello della madre da nubile, ossia Keaton. La scelta fu fatta perché negli albi degli attori era presente già un'altra Diane Hall e anche perché il suo primo agente la indusse, per avere successo, a fingere una parentela con l'attore Buster Keaton.
Per un breve periodo si prestò a esibizioni canore in locali notturni, performance che sarebbero in seguito state rivisitate dalla Keaton in Io e Annie e in un cameo da Radio Days. Riprese gli studi di recitazione al Neighborhood Playhouse di New York. Inizialmente mise in pratica la cosiddetta tecnica Meisner, in cui l'interpretazione del singolo è strettamente collegata a quella degli altri componenti del cast corale. La Keaton parlò di come la sua tecnica recitativa «[sia] tanto buona quanto capace sia l'attore/attrice che ti trovi di fronte. Non vado per conto mio e creo il mio percorso individuale per realizzare una prova magnifica senza l'aiuto di nessuno. Io ho sempre bisogno del sostegno di tutti».
Il regista e attore Warren Beatty, che ebbe modo di lavorare da co-protagonista con la Keaton in Reds, disse di lei: «Si avvicina al copione quasi come per un'opera teatrale in cui memorizza l'intera sceneggiatura già prima delle riprese; non conosco nessun altro attore che lavora così». Il debutto cinematografico avviene nel 1970 con Amanti ed altri estranei di Cy Howard, tratto dall'omonima commedia di Renée Taylor (la Zia Assunta della sitcom La tata): in quell'occasione la notò Francis Ford Coppola, che nel 1972 le assegnò uno dei suoi ruoli più famosi, quello di Kay Corleone nella saga de Il padrino, che interpretò ancora nel 1974 in Il padrino - Parte II. Coerentemente con la crescente popolarità dell'attrice i suoi compensi per i film successivi al primo lievitano dai 35.000 dollari del Il padrino del 1972 ai 1.500.000 per la terza parte del 1990. 

### L'incontro con Woody Allen

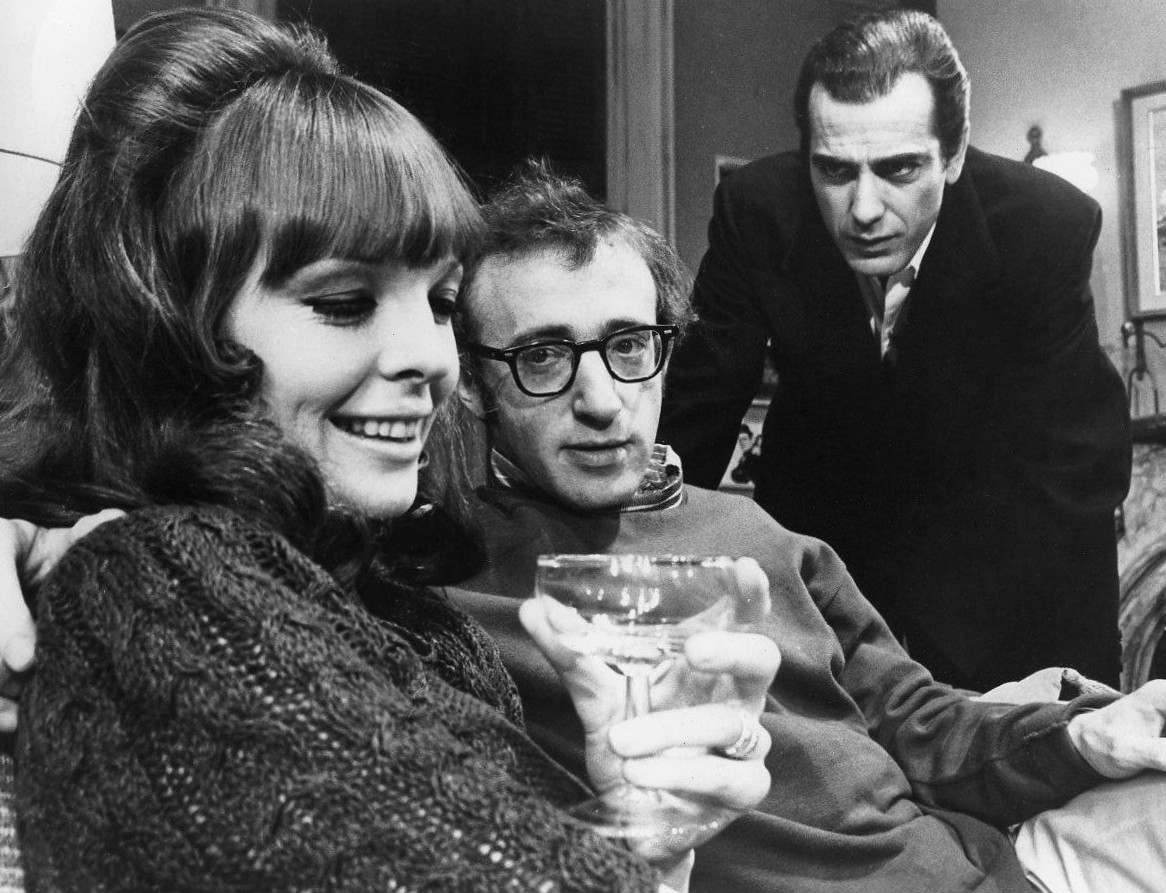
Diane Keaton insieme a Woody Allen e Jerry Lacy in Provaci ancora, Sam (1972)

Nel 1968 Diane Keaton debuttò a Broadway con la produzione originale del musical Hair (in cui interpretava un membro della tribù ed era la prima sostituta per il ruolo di Sheila) e dopo nove mesi di repliche fece un'audizione per la commedia Provaci ancora, Sam di Woody Allen, venendo scritturata nonostante fosse ritenuta troppo alta rispetto ad Allen: la sua interpretazione le portò una nomination ai Tony Award e, nel 1972, la parte nell'omonimo film di Herbert Ross sempre a fianco di Allen.
Il legame professionale con Allen si tramutò in una lunga relazione: in un'intervista rilasciata negli anni 90, Woody Allen ha parlato di Diane Keaton come del «più grande amore della sua vita». La Keaton ha recitato in sette film del regista, alcuni dei quali posteriori alla loro rottura: Il dormiglione (1973), Amore e guerra (1975), Io e Annie (1977), Interiors (1978), Manhattan (1979), Radio Days (1987), Misterioso omicidio a Manhattan (1993). In quegli anni si distingue anche per le sue interpretazioni in In cerca di Mr. Goodbar (1977) di Richard Brooks, Spara alla luna (1982) di Alan Parker e Fuga d'inverno (1984) di Gillian Armstrong.
Grazie a Io e Annie la Keaton vinse sia il premio Oscar che il Golden Globe come migliore attrice protagonista: il titolo originale del film (Annie Hall) riprende sia il vero cognome dell'attrice, sia il nomignolo con cui Allen amava chiamarla, appunto Annie. Nel 2006 la rivista statunitense Premiere pose questo ruolo al 60º posto nelle 100 migliori interpretazioni di tutti i tempi.

### Dopo Woody Allen
Nel 1978 Diane Keaton lascia Allen e inizia una relazione con Warren Beatty col quale nel 1981 gira Reds, che le frutta la seconda nomination all'Oscar della sua carriera come miglior attrice protagonista e il David di Donatello alla miglior attrice straniera. La relazione con Beatty termina con le riprese del film. Diane Keaton recita ancora con Woody Allen nel 1993 con il film Misterioso omicidio a Manhattan, interpretando il ruolo rifiutato da Mia Farrow in quanto fresca di separazione da Allen dopo lo scandalo suscitato dalla relazione di quest'ultimo con Soon-Yi Previn. La terza nomination all'Oscar come miglior attrice protagonista arriva nel 1997 con il film La stanza di Marvin.
Dopo Warren Beatty inizia una relazione con Al Pacino, che termina definitivamente in concomitanza con l'uscita del terzo film della saga de "Il Padrino", nel 1991. 
Nel 1996 assieme a Bette Midler e Goldie Hawn costituisce il terzetto di protagoniste della commedia Il club delle prime mogli, mentre nel 2003 ottiene grande successo nel ruolo di un'affascinante e dolce commediografa conquistata da un Jack Nicholson attempato playboy, nella squisita commedia Tutto può succedere - Something's Gotta Give per la quale si aggiudica la quarta candidatura all'Oscar, sempre come miglior attrice protagonista.

## Vita privata
Diane Keaton non si è mai sposata, ma ha adottato due bambini: Dexter (1995) e Duke (2000).

## Filmografia

### Cinema
- Amanti ed altri estranei (Lovers and Other Strangers), regia di Cy Howard (1970)
- Il padrino (The Godfather), regia di Francis Ford Coppola (1972)
- Provaci ancora, Sam (Play It Again, Sam), regia di Herbert Ross (1972)
- Il dormiglione (Sleeper), regia di Woody Allen (1973)
- Il padrino - Parte II (The Godfather: Part II), regia di Francis Ford Coppola (1974)
- Amore e guerra (Love and Death), regia di Woody Allen (1975)
- Sì, sì... per ora (I Will, I Will... for Now), regia di Norman Panama (1976)
- Balordi & Co. - Società per losche azioni capitale interamente rubato $ 1.000.000 (Harry and Walter Go to New York), regia di Mark Rydell (1976)
- Io e Annie (Annie Hall), regia di Woody Allen (1977)
- In cerca di Mr. Goodbar (Looking for Mr. Goodbar), regia di Richard Brooks (1977)
- Interiors, regia di Woody Allen (1978)
- Manhattan, regia di Woody Allen (1979)
- Reds, regia di Warren Beatty (1981)
- Spara alla luna (Shoot the Moon), regia di Alan Parker (1982)
- La tamburina (The Little Drummer Girl), regia di George Roy Hill (1984)
- Fuga d'inverno (Mrs. Soffel), regia di Gillian Armstrong (1984)
- Crimini del cuore (Crimes of the Heart), regia di Bruce Beresford (1986)
- Radio Days, regia di Woody Allen (1987)
- Baby Boom, regia di Charles Shyer (1987)
- Diritto d'amare (The Good Mother), regia di Leonard Nimoy (1988)
- Lemon Sisters (The Lemon Sisters), regia di Joyce Chopra (1990)
- Il padrino - Parte III (The Godfather: Part III), regia di Francis Ford Coppola (1990)
- Il padre della sposa (Father of the Bride), regia di Charles Shyer (1991)
- Misterioso omicidio a Manhattan (Manhattan Murder Mystery), regia di Woody Allen (1993)
- Il padre della sposa 2 (Father of the Bride II), regia di Charles Shyer (1995)
- Il club delle prime mogli (The First Wives Club), regia di Hugh Wilson (1996)
- La stanza di Marvin (Marvin's Room), regia di Jerry Zaks (1996)
- Amori sospesi (The Only Thrill), regia di Peter Masterson (1997)
- Un amore speciale (The Other Sister), regia di Garry Marshall (1999)
- Avviso di chiamata (Hanging up), regia di Diane Keaton (2000)
- Amori in città... e tradimenti in campagna (Town and country), regia di Peter Chelsom (2001)
- Plan B, regia di Greg Yaitanes (2001)
- Tutto può succedere - Something's Gotta Give (Something's Gotta Give), regia di Nancy Meyers (2003)
- La neve nel cuore (The Family Stone), regia di Thomas Bezucha (2005)
- Perché te lo dice mamma (Because I Said So), regia di Michael Lehmann (2007)
- Mama's Boy, regia di Tim Hamilton (2007)
- 3 donne al verde (Mad Money), regia di Callie Khouri (2008)
- Mamma ho perso il lavoro (Smother), regia di Vince Di Meglio (2008)
- Il buongiorno del mattino (Morning Glory), regia di Roger Michell (2010)
- Darling Companion, regia di Lawrence Kasdan (2012)
- Big Wedding (The Big Wedding), regia di Justin Zackham (2013)
- Mai così vicini (And So It Goes), regia di Rob Reiner (2014)
- Ruth & Alex - L'amore cerca casa (5 Flights Up), regia di Richard Loncraine (2014)
- Natale all'improvviso (Love the Coopers), regia di Jessie Nelson (2015)
- Appuntamento al parco (Hampstead), regia di Joel Hopkins (2017)
- Book Club - Tutto può succedere (Book Club), regia di Bill Holderman (2018)
- Poms, regia di  Zara Hayes (2019)
- Amore, matrimoni e altri disastri (Love, Weddings & Other Disasters), regia di Dennis Dugan (2020)
- Mack & Rita, regia di Katie Aselton (2022)
- Ti presento i suoceri (Maybe I Do), regia di Michael Jacobs (2023)
- Book Club - Il capitolo successivo (Book Club: The Next Chapter), regia di Bill Holderman (2023)
- Summer Camp, regia di Castilel Landon (2024)

### Televisione
- Mistero in galleria (Night Gallery) - serie TV, 1 episodio (1970)
- F.B.I. (The F.B.I.) - serie TV, 1 episodio (1971)
- Mannix - serie TV, 1 episodio (1971)
- Men of Crisis: The Harvey Wallinger Story, regia di Woody Allen - corto TV (1971)
- The Godfather: A Novel for Television, regia di Francis Ford Coppola - miniserie TV (1977)
- Running Mates, regia di Michael Lindsay-Hogg - film TV (1992)
- Amelia Earhart - L'ultimo viaggio (Amelia Earhart: The Final Flight), regia di Yves Simoneau - film TV (1994)
- L'aurora boreale (Northern Lights), regia di Linda Yellen - film TV (1997)
- Curb Your Enthusiasm - serie TV, 1 episodio (2000)
- Sister Mary Explains It All, regia di Marshall Brickman - film TV (2001)
- Crossed Over, regia di Bobby Roth - film TV (2002)
- On Thin Ice, regia di David Attwood - film TV (2003)
- Arrenditi Dorothy (Surrender Dorothy), regia di Charles McDougall (2006)
- Tilda, regia di Bill Condon - film TV (2011)
- The Young Pope, regia di Paolo Sorrentino - miniserie TV (2016)

### Doppiatrice
- Senti chi parla adesso! (Look Who's Talking Now!), regia di Tom Ropelewsky (1993)
- Terminal Impact, regia di Molly O'Brien (2005)
- Prosciutto e uova verdi (Green Eggs and Ham) – serie animata, 20 episodi (2019-2022)

### Regia
Diane Keaton ha anche provato la regia, dapprima in episodi televisivi (fra l'altro ha diretto l'episodio 2x15 - "Schiavi e padroni" - della serie televisiva I segreti di Twin Peaks), poi anche al cinema con Paradiso del 1987, Fiore selvaggio del 1991, Eroi di tutti i giorni del 1995, Mother's Helper (1999) e Avviso di chiamata (2000).
Tra il 1987 ed il 1988 ha anche debuttato come regista di videoclip; in entrambe le esperienze, si è trattato di brani della cantante californiana Belinda Carlisle, per cui diresse la celeberrima Heaven Is a Place on Earth, candidata ai grammy e n° 1 in diversi paesi del mondo e la successiva "I Get Weak", altrettanto lusinghiero successo mondiale.

## Teatro
- Hair, colonna sonora di Galt MacDermot, libretto di James Rado e Gerome Ragni, regia di Tom O'Horgan. Biltmore Theatre di Broadway (1968)
- Provaci ancora, Sam di Woody Allen, regia di Joseph Hardy. Broadhurst Theatre di Broadway (1969)

## Riconoscimenti
- Premi Oscar
  - 1978 – Miglior attrice per Io e Annie
  - 1982 – Candidatura alla miglior attrice per Reds
  - 1997 – Candidatura alla miglior attrice per La stanza di Marvin
  - 2004 – Candidatura alla miglior attrice per Tutto può succedere - Something's Gotta Give
- Golden Globe
  - 1978 – Miglior attrice in un film commedia o musicale per Io e Annie
  - 1978 – Candidatura alla miglior attrice in un film drammatico per In cerca di Mr. Goodbar
  - 1982 – Candidatura alla miglior attrice in un film drammatico per Reds
  - 1983 – Candidatura alla miglior attrice in un film drammatico per Spara alla luna
  - 1985 – Candidatura alla miglior attrice in un film per Fuga d'inverno
  - 1988 – Candidatura alla miglior attrice in un film commedia o musicale per Baby Boom
  - 1994 – Candidatura alla miglior attrice in un film commedia o musicale per Misterioso omicidio a Manhattan
  - 1995 – Candidatura alla miglior attrice in una mini-serie o film per la televisione per Amelia Earhart – L'ultimo viaggio
  - 2004 – Miglior attrice in un film commedia o musicale per Tutto può succedere – Something's Gotta Give
- Premi BAFTA
  - 1978 – Miglior attrice protagonista per Io e Annie
  - 1980 – Candidatura alla miglior attrice protagonista per Manhattan
  - 1983 – Candidatura alla miglior attrice protagonista per Reds
- Premi Emmy
  - 1995 – Candidatura alla miglior attrice protagonista in una miniserie o film per Amelia Earhart – L'ultimo viaggio
- David di Donatello
  - 1982 – Miglior attrice straniera per Reds
  - 2018 – Premio alla carriera

- Tony Award
  - 1969 – Candidatura alla migliore attrice non protagonista in un'opera teatrale per Provaci ancora, Sam

## Doppiatrici italiane
Nelle versioni in italiano delle opere in cui ha recitato, Diane Keaton è stata doppiata da:
- Melina Martello in Balordi & Co. - Società per losche azioni capitale interamente rubato $ 1.000.000, Crimini del cuore, Misterioso omicidio a Manhattan, Il club delle prime mogli, L'aurora boreale, Un amore speciale, Amori in città... e tradimenti in campagna, Tutto può succedere - Something's Gotta Give, La neve nel cuore, Perché te lo dice mamma, 3 donne al verde, Il buongiorno del mattino, Big Wedding, Mai così vicini, Ruth & Alex - L'amore cerca casa, Natale all'improvviso, The Young Pope, Appuntamento al parco, Book Club - Tutto può succedere, Amori, matrimoni e altri disastri, Book Club - Il capitolo successivo, Summer Camp
- Livia Giampalmo in Il dormiglione, Amore e guerra, Io e Annie, In cerca di Mr. Goodbar, Interiors, Manhattan, Reds, Spara alla luna, Fuga d'inverno
- Vittoria Febbi in Il padrino, Il padrino - Parte II, Il padrino - Parte III, La stanza di Marvin, Amori sospesi
- Fabrizia Castagnoli in Il padre della sposa, Il padre della sposa 2, Mama's Boy, Mamma ho perso il lavoro, Ti presento i suoceri
- Roberta Pellini nei ridoppiaggi de Il padrino e Il padrino - Parte II
- Daniela Nobili in La tamburina, Lemon Sisters
- Lorenza Biella in Crossed Over, On Thin Ice
- Angiolina Quinterno in Provaci ancora, Sam
- Manuela Andrei in Baby Boom
- Maria Pia Di Meo in Diritto d'amare
- Isabella Pasanisi in Avviso di chiamata
- Anna Rita Pasanisi in Darling Companion

Da doppiatrice è sostituita da:
- Melina Martello in Alla ricerca di Dory, Prosciutto e uova verdi
- Monica Vitti in Senti chi parla adesso!